# Isoetes mexicana
Isoetes mexicana är en kärlväxtart som beskrevs av Underw.. Isoetes mexicana ingår i släktet braxengräs, och familjen Isoetaceae. Inga underarter finns listade i Catalogue of Life.